# Campionati sloveni di sci alpino 2018
I Campionati sloveni di sci alpino 2018 si sono svolti a Krvavec dal 24 marzo al 9 aprile. Il programma ha incluso gare di discesa libera, supergigante, slalom gigante, slalom speciale e combinata, tutte sia maschili sia femminili.
Trattandosi di competizioni valide anche ai fini del punteggio FIS, vi hanno partecipato anche sciatori di altre federazioni, senza che questo consentisse loro di concorrere al titolo nazionale sloveno.

## Risultati

### Uomini

#### Discesa libera
| Pos. | Atleta            | Nazione  | Tempo   |
| ---- | ----------------- | -------- | ------- |
| 1    | Ralph Weber       | Svizzera | 1:36,45 |
| 2    | Stefan Rogentin   | Svizzera | 1:37,01 |
| 3    | Ramon Zürcher     | Svizzera | 1:37,03 |
| 4    | Marc Pfister      | Svizzera | 1:37,10 |
| 5    | Christopher Hörl  | Moldavia | 1:36,45 |
| 6    | Martin Čater      | Slovenia | 1:37,52 |
| 7    | Manuel Schmid     | Germania | 1:37,54 |
| 8    | Marko Vukićević   | Serbia   | 1:37,59 |
| 9    | Frederic Berthold | Austria  | 1:37,62 |
| 10   | Michał Kłusak     | Polonia  | 1:36,45 |
|      |                   |          |         |
| 12   | Miha Hrobat       | Slovenia | 1:37,83 |
|      |                   |          |         |
| 19   | Nejc Naraločnik   | Slovenia | 1:38,03 |

Data: 28 marzo 2018

Località: Krvavec

1ª manche:

Ore: 

Pista: 

Partenza: 1958 m s.l.m.

Arrivo: 1602 m s.l.m.

Dislivello: 356 m

Tracciatore: Peter Pen
2ª manche:

Ore: 

Pista: 

Partenza: 1958 m s.l.m.

Arrivo: 1602 m s.l.m.

Dislivello: 356 m

Tracciatore: Peter Pen

#### Supergigante
| Pos. | Atleta               | Nazione  | Tempo |
| ---- | -------------------- | -------- | ----- |
| 1    | Otmar Striedinger    | Austria  | 57,68 |
| 2    | Ralph Weber          | Svizzera | 57,71 |
| 3    | Mattia Casse         | Italia   | 57,77 |
| 4    | Christopher Neumayer | Austria  | 57,78 |
| 5    | Martin Čater         | Slovenia | 57,93 |
| 6    | Sebastian Arzt       | Austria  | 57,94 |
| 7    | Romed Baumann        | Austria  | 57,96 |
| 8    | Stefan Rogentin      | Svizzera | 58,09 |
| 9    | Ryo Sugai            | Giappone | 58,17 |
| 10   | Natko Zrnčić-Dim     | Croazia  | 58,26 |
| 11   | Miha Hrobat          | Slovenia | 58,40 |
| 12   | Tilen Debelak        | Slovenia | 58,53 |

Data: 8 aprile 2018

Località: Krvavec

Ore: 

Pista: 

Partenza: 1974 m s.l.m.

Arrivo: 1590 m s.l.m.

Dislivello: 384 m

Tracciatore: Alek Glebov

#### Slalom gigante
| Pos. | Atleta          | Nazione     | Tempo   |
| ---- | --------------- | ----------- | ------- |
| 1    | Maarten Meiners | Paesi Bassi | 2:36,23 |
| 2    | Cédric Noger    | Svizzera    | 2:36,91 |
| 3    | Marcel Mathis   | Austria     | 2:37,02 |
| 4    | Žan Grošelj     | Slovenia    | 2:37,10 |
| 5    | Gilles Roulin   | Svizzera    | 2:37,12 |
| 6    | Štefan Hadalin  | Slovenia    | 2:37,15 |
| 7    | Filip Zubčić    | Croazia     | 2:37,38 |
| 8    | Miha Hrobat     | Slovenia    | 2:38,11 |
| 9    | Linus Straßer   | Germania    | 2:38,18 |
| 10   | Moritz Marko    | Austria     | 2:38,85 |

Data: 26 marzo 2018

Località: Krvavec

1ª manche:

Ore: 

Pista: 

Partenza: 1974 m s.l.m.

Arrivo: 1590 m s.l.m.

Dislivello: 384 m

Tracciatore: Luka Lipičar
2ª manche:

Ore: 

Pista: 

Partenza: 1974 m s.l.m.

Arrivo: 1590 m s.l.m.

Dislivello: 384 m

Tracciatore: Rasto Ažnoh

#### Slalom speciale
| Pos. | Atleta           | Nazione  | Tempo   |
| ---- | ---------------- | -------- | ------- |
| 1    | Štefan Hadalin   | Slovenia | 1:46,70 |
| 2    | Filip Zubčić     | Croazia  | 1:47,20 |
| 3    | Juan del Campo   | Spagna   | 1:47,30 |
| 4    | Joaquim Salarich | Spagna   | 1:47,56 |
| 5    | Žan Grošelj      | Slovenia | 1:48,08 |
| 6    | Žan Kranjec      | Slovenia | 1:48,29 |
| 7    | Elias Kolega     | Croazia  | 1:48,40 |
| 8    | Giuliano Razzoli | Italia   | 1:48,47 |
| 9    | Dalibor Šamšal   | Ungheria | 1:48,53 |
| 10   | Matthias Brügger | Svizzera | 1:48,78 |

Data: 24 marzo 2018

Località: Krvavec

1ª manche:

Ore: 

Pista: 

Partenza: 1774 m s.l.m.

Arrivo: 1592 m s.l.m.

Dislivello: 182 m

Tracciatore: Andrej Lukežič
2ª manche:

Ore: 

Pista: 

Partenza: 1774 m s.l.m.

Arrivo: 1592 m s.l.m.

Dislivello: 182 m

Tracciatore: Klemen Bergant

#### Combinata
| Pos. | Atleta           | Nazione    | Tempo   |
| ---- | ---------------- | ---------- | ------- |
| 1    | Štefan Hadalin   | Slovenia   | 1:41,67 |
| 2    | Stefan Rogentin  | Svizzera   | 1:42,59 |
| 3    | Natko Zrnčić-Dim | Croazia    | 1:42,83 |
| 4    | Filip Zubčić     | Croazia    | 1:42,84 |
| 5    | Ryo Sugai        | Giappone   | 1:42,89 |
| 6    | Martin Čater     | Slovenia   | 1:43,61 |
| 7    | Borut Božič      | Slovenia   | 1:43,73 |
| 8    | Žan Špilar       | Slovenia   | 1:44,04 |
| 9    | Matej Prieložný  | Slovacchia | 1:44,32 |
| 10   | Žan Kralj        | Slovenia   | 1:44,54 |

Data: 9 aprile 2018

Località: Krvavec

1ª manche:

Ore: 

Pista: 

Partenza: 1958 m s.l.m.

Arrivo: 1602 m s.l.m.

Dislivello: 356 m

Tracciatore: Alek Glebov
2ª manche:

Ore: 

Pista: 

Partenza: 

Arrivo: 

Dislivello: 

Tracciatore: Rok Salej

### Donne

#### Discesa libera
| Pos. | Atleta            | Nazione     | Tempo   |
| ---- | ----------------- | ----------- | ------- |
| 1    | Nevena Ignjatović | Serbia      | 1:48,61 |
| 2    | Magdalena Egger   | Austria     | 1:48,88 |
| 3    | Ann-Katrin Magg   | Germania    | 1:48,98 |
| 4    | Sophia Eckstein   | Germania    | 1:49,49 |
| 5    | Fabiana Dorigo    | Germania    | 1:49,50 |
| 6    | Meta Hrovat       | Slovenia    | 1:50,22 |
| 7    | Neja Dvornik      | Slovenia    | 1:50,38 |
| 8    | Claire Tan        | Paesi Bassi | 1:50,47 |
| 9    | Ania Monica Caill | Romania     | 1:50,56 |
| 10   | Sabrina Simader   | Kenya       | 1:50,70 |
|      |                   |             |         |
| 12   | Katja Horvat      | Slovenia    | 1:51,37 |

Data: 28 marzo 2018

Località: Krvavec

1ª manche:

Ore: 

Pista: 

Partenza: 1958 m s.l.m.

Arrivo: 1602 m s.l.m.

Dislivello: 356 m

Tracciatore: Peter Pen
2ª manche:

Ore: 

Pista: 

Partenza: 1958 m s.l.m.

Arrivo: 1602 m s.l.m.

Dislivello: 356 m

Tracciatore: Peter Pen

#### Supergigante
| Pos. | Atleta               | Nazione   | Tempo   |
| ---- | -------------------- | --------- | ------- |
| 1    | Neja Dvornik         | Slovenia  | 1:01,61 |
| 2    | Eva Schattauer       | Austria   | 1:02,23 |
| 3    | Jessica Gfrerer      | Austria   | 1:02,33 |
| 4    | Lena Wechner         | Austria   | 1:02,38 |
| 5    | Sabrina Simader      | Kenya     | 1:02,44 |
| 6    | Tereza Kmochová      | Rep. Ceca | 1:02,81 |
| 7    | Rebeka Oblak         | Slovenia  | 1:03,07 |
| 8    | Žana Ciglič          | Slovenia  | 1:03,64 |
| 9    | Marie Therese Schöpf | Germania  | 1:03,71 |
| 10   | Katja Lokar          | Slovenia  | 1:03,80 |

Data: 8 aprile 2018

Località: Krvavec

Ore: 

Pista: 

Partenza: 1958 m s.l.m.

Arrivo: 1602 m s.l.m.

Dislivello: 356 m

Tracciatore: Alek Glebov

#### Slalom gigante
| Pos. | Atleta            | Nazione       | Tempo   |
| ---- | ----------------- | ------------- | ------- |
| 1    | Nadine Fest       | Austria       | 2:39,23 |
| 2    | Alex Tilley       | Regno Unito   | 2:39,93 |
| 3    | Meta Hrovat       | Slovenia      | 2:40,06 |
| 4    | Ana Bucik         | Slovenia      | 2:40,18 |
| 5    | Piera Hudson      | Nuova Zelanda | 2:40,88 |
| 6    | Michaela Heider   | Austria       | 2:40,89 |
| 7    | Nevena Ignjatović | Serbia        | 2:40,99 |
| 8    | Lena Dürr         | Germania      | 2:41,23 |
| 9    | Ann-Katrin Magg   | Germania      | 2:41,26 |
| 10   | Bianca Venier     | Austria       | 2:41,92 |
| 11   | Klara Livk        | Slovenia      | 2:42,59 |

Data: 26 marzo 2018

Località: Krvavec

1ª manche:

Ore: 

Pista: 

Partenza: 1974 m s.l.m.

Arrivo: 1590 m s.l.m.

Dislivello: 384 m

Tracciatore: Luka Lipičar
2ª manche:

Ore: 

Pista: 

Partenza: 1974 m s.l.m.

Arrivo: 1590 m s.l.m.

Dislivello: 384 m

Tracciatore: Rasto Ažnoh

#### Slalom speciale
| Pos. | Atleta              | Nazione              | Tempo   |
| ---- | ------------------- | -------------------- | ------- |
| 1    | Meta Hrovat         | Slovenia             | 1:43,03 |
| 2    | Ana Bucik           | Slovenia             | 1:43,62 |
| 3    | Katharina Huber     | Austria              | 1:43,75 |
| 4    | Julia Dygruber      | Austria              | 1:43,85 |
| 5    | Andreja Slokar      | Slovenia             | 1:44,80 |
| 6    | Saša Brezovnik      | Slovenia             | 1:46,05 |
| 7    | Neja Dvornik        | Slovenia             | 1:47,06 |
| 8    | Elvedina Muzaferija | Bosnia ed Erzegovina | 1:48,66 |
| 9    | Zuzanna Czapska     | Polonia              | 1:48,90 |
| 10   | Katrin Don          | Italia               | 1:49,12 |

Data: 24 marzo 2018

Località: Krvavec

1ª manche:

Ore: 

Pista: 

Partenza: 1774 m s.l.m.

Arrivo: 1592 m s.l.m.

Dislivello: 182 m

Tracciatore: Igor Zagernik
2ª manche:

Ore: 

Pista: 

Partenza: 1774 m s.l.m.

Arrivo: 1592 m s.l.m.

Dislivello: 182 m

Tracciatore: Denis Šteharnik

#### Combinata
| Pos. | Atleta           | Nazione   | Tempo   |
| ---- | ---------------- | --------- | ------- |
| 1    | Neja Dvornik     | Slovenia  | 1:45,42 |
| 2    | Tereza Kmochová  | Rep. Ceca | 1:46,68 |
| 3    | Sabrina Simader  | Kenya     | 1:47,74 |
| 4    | Žana Ciglič      | Slovenia  | 1:48,01 |
| 5    | Petra Dragičević | Croazia   | 1:51,87 |
| 6    | Maja Fućak       | Croazia   | 1:52,05 |
| 7    | Ana Zimšek       | Slovenia  | 1:52,36 |
| 8    | Eva Zimšek       | Slovenia  | 1:53,22 |

Data: 9 aprile 2018

Località: Krvavec

1ª manche:

Ore: 

Pista: 

Partenza: 1958 m s.l.m.

Arrivo: 1602 m s.l.m.

Dislivello: 356 m

Tracciatore: Alek Glebov
2ª manche:

Ore: 

Pista: 

Partenza: 

Arrivo: 

Dislivello: 

Tracciatore: Mojmir Faganel